# 春日庄次郎
春日 庄次郎（かすが しょうじろう、1903年3月25日 - 1976年4月9日）は、日本の社会運動家。非転向を貫き戦後日本共産党中央委員を務めたが、「構造改革・社会主義革命」を主張し綱領に反対、のち反党活動を理由に除名された。

## 経歴・人物
大阪出身。立命館中学を中退、博文館（現共同印刷）の印刷工となり、1923年関東印刷労働組合を結成。1924年、モスクワの東方勤労者共産大学（クートベ）に留学し、のち1927年日本共産党に入党。1928年三・一五事件で検挙され懲役10年。
1937年1月23日、非転向のまま満期釈放・出獄。横田甚太郎から安賀君子を紹介され、同年6月に結婚。竹中恒三郎、横田、安賀らと共に同年12月5日大阪で「日本共産主義者団」を結成、官憲の弾圧により壊滅した党の再建準備活動の展開をはかった。しかしながら、1938年9月13日一斉検挙され無期懲役。
戦後出獄、党中央委員となり、1950年6月6日連合国軍最高司令官総司令部によりレッドパージ。
1957年7月の日本共産党第7回大会で「構造改革・社会主義革命」論を主張、宮本顕治に代表される「反帝・反独占の民主主義革命」論との間で論争を繰り広げた。なお、この大会では中央統制委員会議長に選出された。
1961年7月25-31日の日本共産党第8回大会に先立ち、7月8日綱領草案に反対し離党声明を発表。7月15日山田六左衛門ら反主流派の6中央委員は、綱領草案討議における「少数意見抑圧」に反対し声明を出したが、7月20日、春日は反党活動を理由に山田ら6人とともに除名された。
同年10月11日、山田らと社会主義革新運動準備会を結成
。1962年5月、山田六左衛門、安東仁兵衛らと「統一社会主義同盟」（統社同、現在のフロント（社会主義同盟）の前身）を結成。
1976年4月9日、腹部大動脈瘤のため国分寺中央病院にて死去。

## 著作
- 編著『社会主義への日本の道 : 日本共産党綱領草案への意見書』 新しい時代社 1961
- 単著『草の実 : いとしき子らよお母ちゃんよ 一革命家の手記』ウニタ書舗 1986[8]